# 皮克皮斯站
皮克皮斯站（法語：Picpus），副站名“库特利纳”（法語：Courteline），是巴黎地鐵6號線的一個車站，位於巴黎12區，得名于皮克皮斯大道和以法国小说家、剧作家乔治·库特利纳命名的库特利纳大道。皮克皮斯站只有一個出入口。皮克皮斯站開業於1909年3月1日。車站所在地在歷史上曾有一座城門。

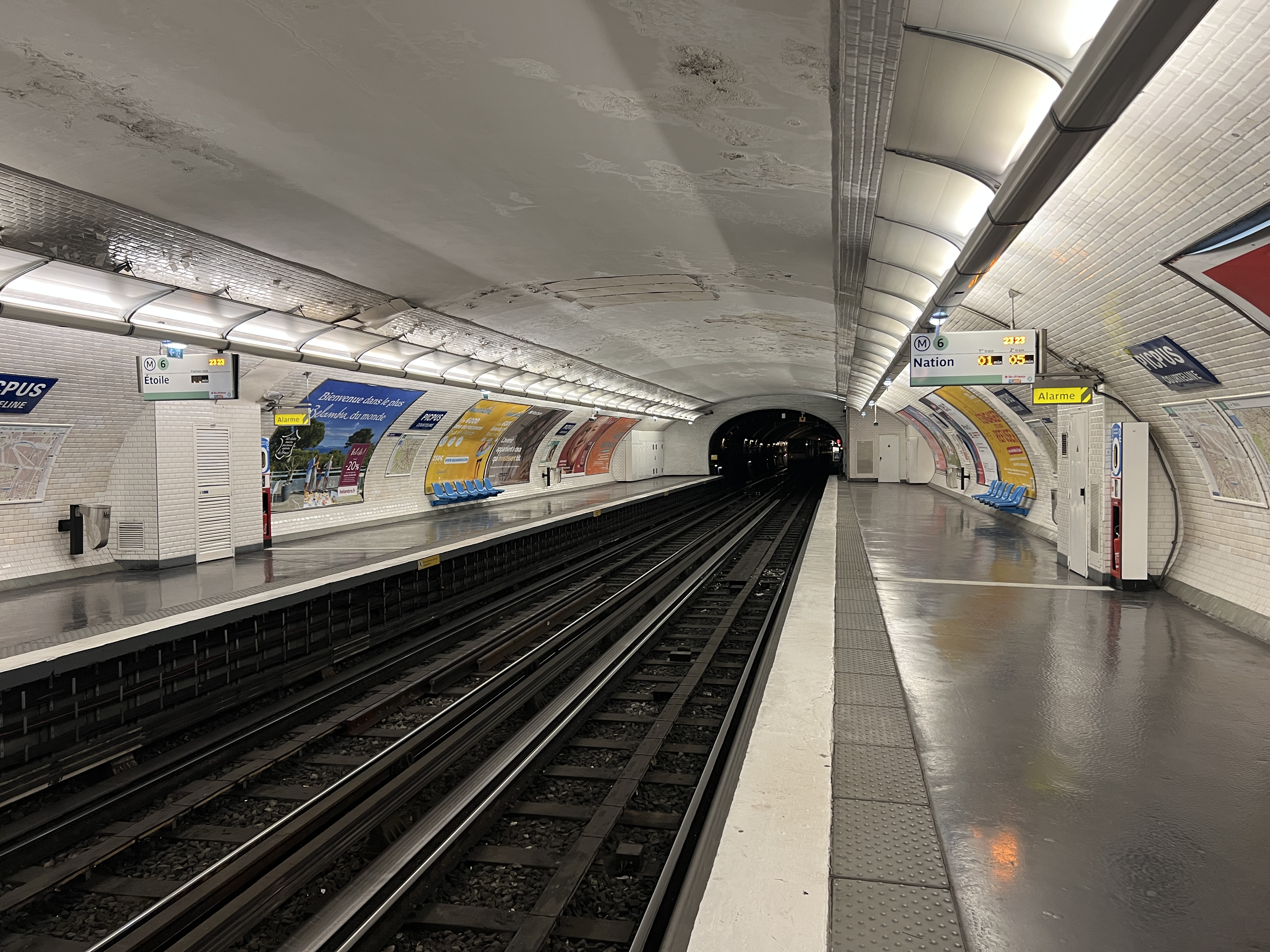
月台（2022年7月）

## 車站結構
| 街道層 |                    |                              |
| B1     | 月台連接夾層       |                              |
| 月台層 | 側式月台，右側開門 | 側式月台，右側開門           |
| 月台層 | 往夏爾·戴高樂-星形 | 往夏爾·戴高樂-星形（贝莱尔） |
| 月台層 | 往民族             | 往民族（總站）               |
| 月台層 | 側式月台，右側開門 |                              |